# Église Saint-Quentin (Mayence)
Pour les articles homonymes, voir Église Saint-Quentin.
L’église Saint-Quentin  est une église de Mayence en Allemagne, dédiée à saint Quentin, située dans la vieille ville de Mayence. L´église-halle fut bâtie entre 1288 et 1330 en style gothique par un architecte inconnu. La paroisse est liée à la cathédrale Saint-Martin.

## Histoire
La construction de l'église a commencé en 1288, à l’emplacement d’une église existante, sur un lieu de culte chrétien mérovingien très ancien. L'église Saint-Quentin a été citée la première fois en 815. Ainsi, elle est le plus ancien lieu de culte catholique connu de Mayence.
L’autel baroque provient de Bretzenheim. Un autel latéral, œuvre de Maximilian von Welsch, provient de la chartreuse Saint-Michel de Mayence. La plupart des ornements et de l’imagerie ajoutés au cours des siècles ont brûlé lors de l’incendie de la fin de la Seconde Guerre mondiale. Franz Anton Maulbertsch est l'auteur de l' Assomption de Marie, tableau de 1758.
Pendant la Seconde Guerre mondiale, l'église a été gravement endommagée en 1942 pendant les frappes aériennes sur Mayence, les murs sont restés. Le précieux reliquaire du bras de Saint-Quentin qui constitue le trésor exceptionnel de l'église, ainsi que d'autres très belles pièces de l'équipement ont été brûlés. La reconstruction et la rénovation ont commencé immédiatement en 1948. Après la guerre, elle servait comme église de la garnison française. Un nouveau reliquaire de Saint-Quentin peut être vénéré à nouveau depuis le 4 novembre 1950 sur la médiation de l'évêque de Soissons, Pierre Auguste Marie Joseph Douillard. À la fin des années 1960 le travail à l'extérieur et le clocher ont été faits. Ce fut pourvu d'un toit temporaire. C'est seulement en 1995 qu'a été placé dans une véritable reconstruction le clocher.
En 1994, le clocher de Saint-Quentin a retrouvé son toit en bois.

## Galerie

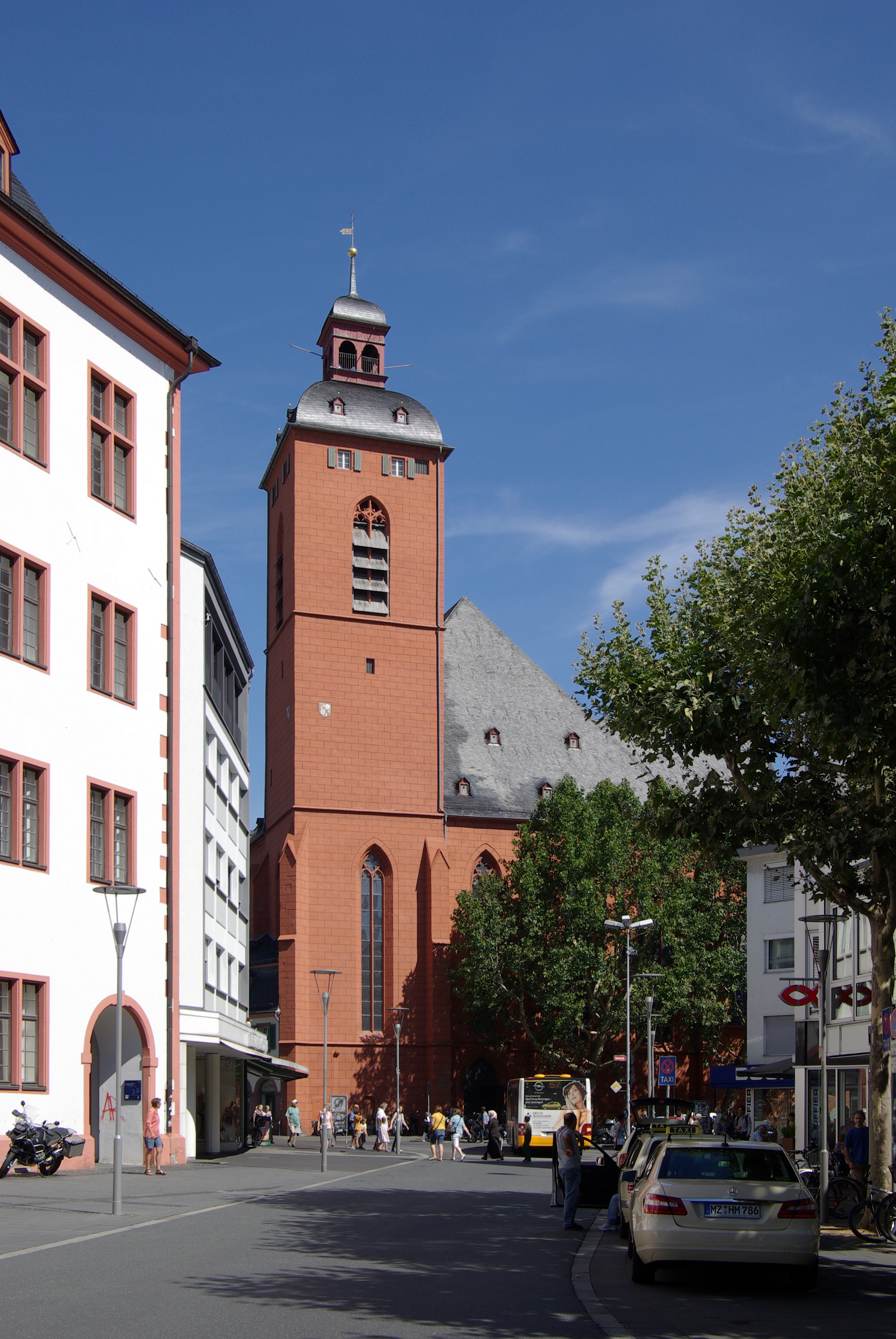
Situation de l'église.
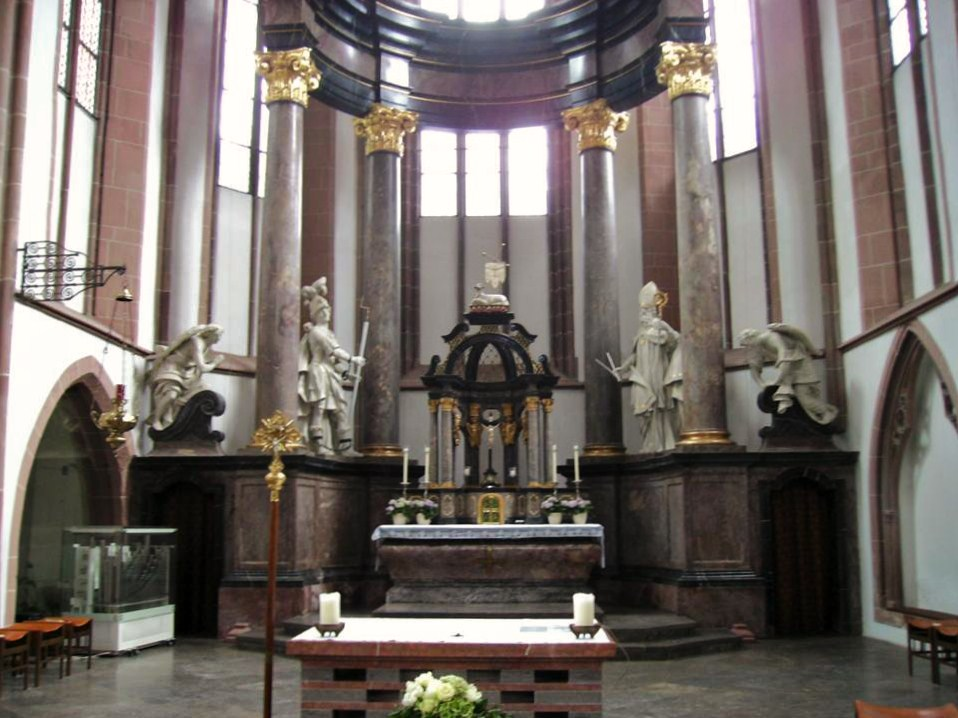
Le chœur.
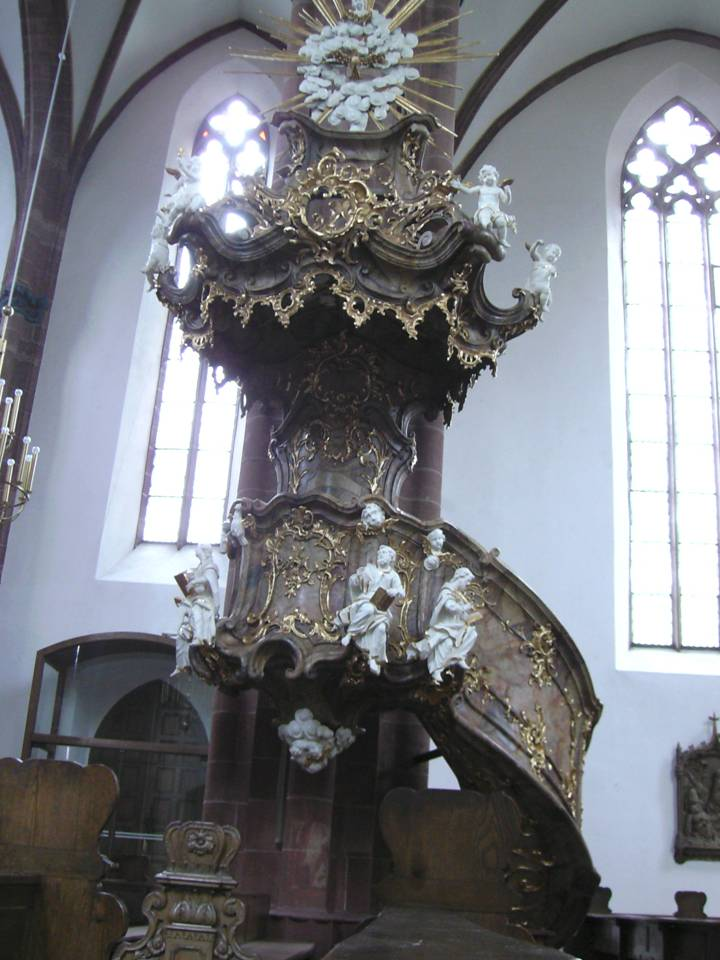
La chaire baroque.

## Architecture
Grâce aux planches graphiques conservées de cette église disparue, on peut encore aujourd'hui appréhender le plan basilical, analogue à celui de l’église Saint-Étienne et de l’église Sainte-Marie aux Marches. La distribution en trois nefs s'organisait sur un plan carré.

## Annexe